# آرفيند كومار شارما
آرفيند كومار شارما (بالإنجليزية: Arvind Kumar Sharma)‏ هو سياسي هندي، ولد في 12 أكتوبر 1963 في جاهجار في الهند. حزبياً، نشط في المؤتمر الوطني الهندي. وقد انتخب عضو لوك سابها ‏.